# Documento de identidad (Estonia)

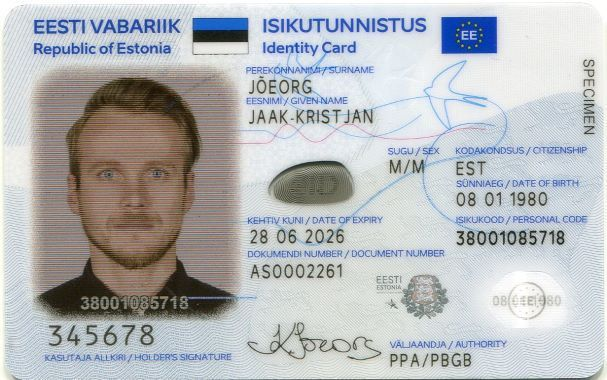
Documento de identidad estonio desde 2021, (anverso).

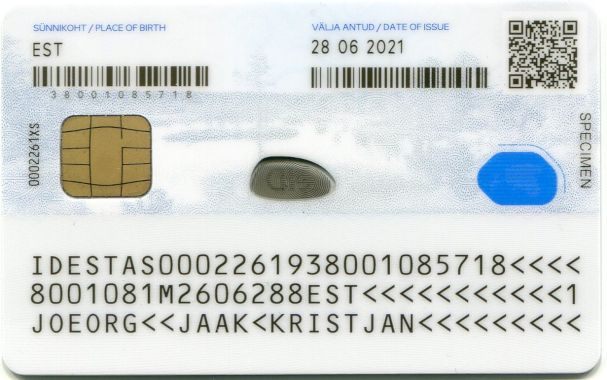
(reverso).

El documento de identidad de Estonia (en estonio: ID-kaart) es un identificador con foto y chip emitido en la República de Estonia por la Junta de Ciudadanía y Migración del Ministerio del Interior. Es oficialmente un documento de identidad primario con imagen emitido en Estonia, y por lo tanto, está reconocido como documento de viaje oficial por todos los Estados miembros de la Unión Europea, así como en el espacio Schengen y en algunos otros países europeos. Para los viajes fuera de la UE, los ciudadanos estonios requieren un pasaporte de Estonia. Todos los ciudadanos estonios y los residentes permanentes tienen la obligación legal de poseer una tarjeta de este tipo a partir de la edad de 15 años, de forma similar a como ocurre en otros países de la UE.

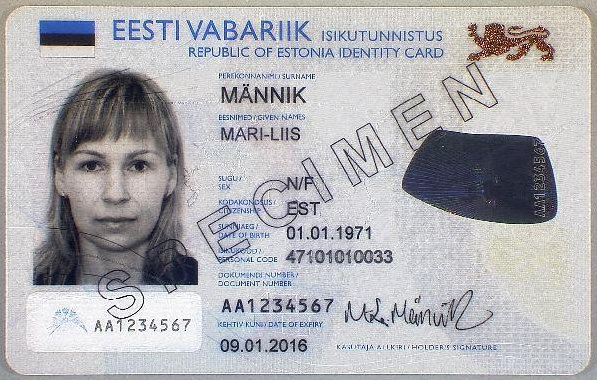
Documento de Identidad de Estonia (espécimen, modelo).

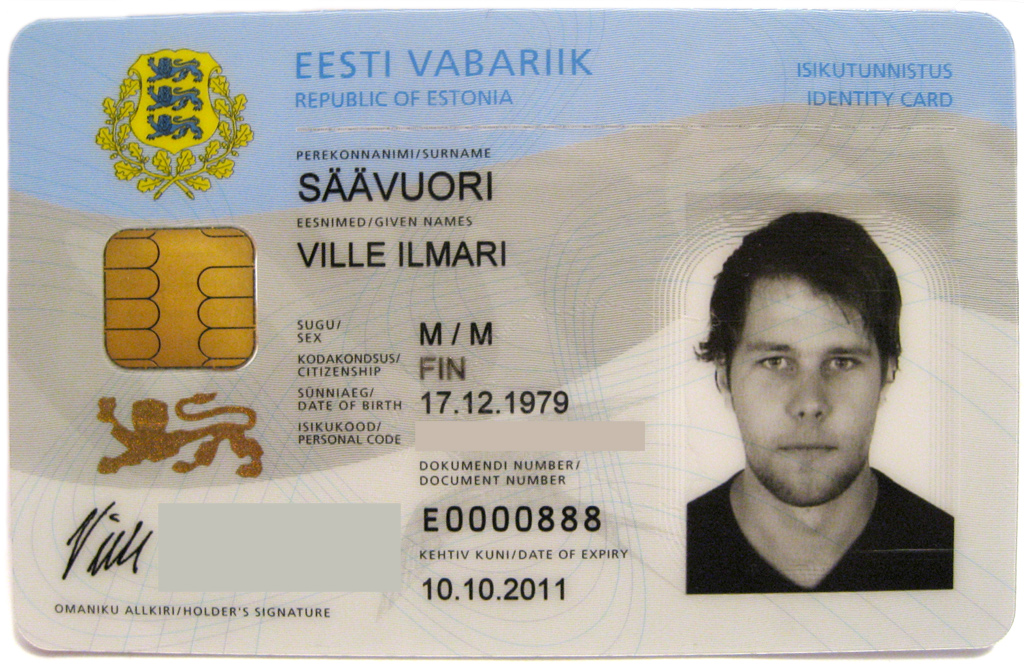
Documento de identidad de Estonia (número de identificación eliminado).

## Usos para identificación

### Voto electrónico
La tarjeta de identificación de Estonia se utiliza para la autenticación en el ambicioso Programa de votación estona a través de Internet.
En febrero de 2007, Estonia fue el primer país del mundo en instituir el voto electrónico para las elecciones parlamentarias. Más de 30 000 electores participaron en la e-elección en el país. 
El software utilizado en este proceso está disponible para Microsoft Windows, Mac OS X y Linux.

### Transporte público
Las ciudades más grandes en Estonia, como Tallinn y Tartu, tienen acuerdos que permiten a los residentes la compra de billetes de transporte público "virtuales", relacionados con sus tarjetas de identificación.
Los billetes periódicos se pueden comprar en línea a través de transferencia bancaria electrónica, por SMS o en los quioscos públicos. Este proceso suele tardar menos de un par de minutos y el billete se activa instantáneamente desde el momento de la compra.
Los clientes también tienen la opción de solicitar una notificación de alerta por correo electrónico o SMS cuando el billete está a punto de caducar, o cuando se produzca la renovación automática a través de los servicios de banca por Internet.
Para usar el tique virtual, los clientes deben llevar su tarjeta de identificación con ellos cada vez que utilicen el transporte colectivo público. Durante un control rutinario de entradas, se les pide a los usuarios que presenten su tarjeta de identificación, que se inserta en un dispositivo especial. Con este dispositivo se confirma que el usuario posee un billete válido y también avisa si el billete está a punto de expirar. La comprobación de tiques por lo general tarda menos de un segundo.
La información sobre las entradas se almacena en una base de datos central, no en la tarjeta de identificación misma. Por lo tanto, para ordenar un billete, no es necesario disponer de un lector de tarjeta de identificación. Los controladores de entradas tienen acceso a un archivo local de la base de datos maestra. Si el tique fue comprado después de que se actualizara el archivo local, el dispositivo de entrada es capaz de confirmar la compra del tique en la base de datos maestra utilizando un enlace de datos GSM.